# Praktijkdiploma Boekhouden
Het Praktijkdiploma Boekhouden (PDB) is een Nederlands diploma dat wordt verkregen als het Praktijkexamen Boekhouden van de Nederlandse Associatie voor Praktijkexamens, met succes is afgenomen en je ook de diploma's Basiskennis Boekhouden (BKB) en Basiskennis Calculatie (BKC) kunt overleggen. 
De opleiding is voor leerlingen die in staat willen zijn om geheel zelfstandig een boekhouding voor een klein bedrijf of organisatie te voeren. De opleiding, die al sinds 1941 wordt gegeven, heeft het niveau MBO 4 (secundair onderwijs, tweede fase midden) volgens de Standaard Onderwijsindeling (SOI) met code 423512 van het Centraal Bureau voor de Statistiek. 
Het examen bestond tot 2008 uit drie modules:
- Module Boekhouden
- Module Bedrijfscalculatie en Statistiek
- Module Handels- en wetskennis

Maar sinds 2008 is de opzet gemoderniseerd, en zijn BKB en BKC verplichte onderdelen van het diploma geworden. De uiteindelijke PDB cursus bestaat nu uit twee modules, van elk twee vakken:
Module 1:
- Financiële administratie
- Kostprijscalculatie

Module 2:
- Periodeafsluiting
- Bedrijfseconomie

Qua inhoud is het Praktijkdiploma Boekhouden te vergelijken met het keuzevak handelswetenschappen en recht havo oude stijl of het keuzevak economie II vwo oude stijl (beide voor 1998).
Zowel het Praktijkdiploma Boekhouden als het havo- of vwo-diploma voldoen aan de toelatingseisen betreffende de vervolgopleiding Moderne Bedrijfsadministratie.